# جاليستيو
بلدية جاليستيو (بالإسبانية: Galisteo)‏، هي بلدية تقع في مقاطعة قصرش والتي تقع في منطقة إكستريمادورا، غرب إسبانيا.
يبلغ عدد سكانها 1.955 نسمة وفقاً لإحصائية سنة (2002).